# Pilton, Devon
Pilton är en ort i civil parish Barnstaple, i distriktet North Devon, i grevskapet Devon, i England. Pilton var en civil parish fram till 1894 när blev den en del av East Pilton och West Pilton. Civil parish hade 2 172 invånare år 1891. Byn nämndes i Domedagsboken (Domesday Book) år 1086, och kallades då Wiltone/Pi(lto)na.